# Phidippus tenuis
Phidippus tenuis là một loài nhện trong họ Salticidae.
Loài này thuộc chi Phidippus. Phidippus tenuis được Otto Kraus miêu tả năm 1955.